# 21423 Credo
21423 Credo è un asteroide della fascia principale. Scoperto nel 1998, presenta un'orbita caratterizzata da un semiasse maggiore pari a 2,4156321 UA e da un'eccentricità di 0,0542234, inclinata di 7,30376° rispetto all'eclittica.